# Orchesia obscuricolor
Orchesia obscuricolor is een keversoort uit de familie zwamspartelkevers (Melandryidae). De wetenschappelijke naam van de soort werd in 1954 gepubliceerd door Maurice Pic.